# Hypocala lativitta
Hypocala lativitta är en fjärilsart som beskrevs av Moore 1877. Hypocala lativitta ingår i släktet Hypocala och familjen nattflyn. Inga underarter finns listade i Catalogue of Life.